# Benfica (São Tomé)
Benfica é uma aldeia de São Tomé e Príncipe, localiza-se no distrito de Mé-Zóchi, ilha de São Tomé, próxima às localidades de  Madalena, Santa Margarida, Prado, Mongo e Santa Fé.